# سارپدون ۲۲۲۳
سیارک ۲۲۲۳ (به انگلیسی: 2223 Sarpedon، نامگذاری:1977TL3) دو هزار و دویست و بیست و سومین سیارک کشف شده‌است که در ۴ اکتبر ۱۹۷۷ کشف شد.
قدر مطلق سیارک برابر ۹٫۴۱ است.